# Mrs. Murphy's Cooks
Mrs. Murphy's Cooks è un cortometraggio muto del 1915 diretto da Tom Mix. Il regista firma anche il soggetto ed è protagonista del film che, prodotto dalla Selig Polyscope Company, aveva come altri interpreti Louella Maxam e Anna Dodge.

## Produzione
Il film fu prodotto dalla Selig Polyscope Company.

## Distribuzione
Distribuito dalla General Film Company, il film - un cortometraggio in una bobina - uscì nelle sale cinematografiche statunitensi il 13 aprile 1915.